# De Gevleugelde Stad Ieper

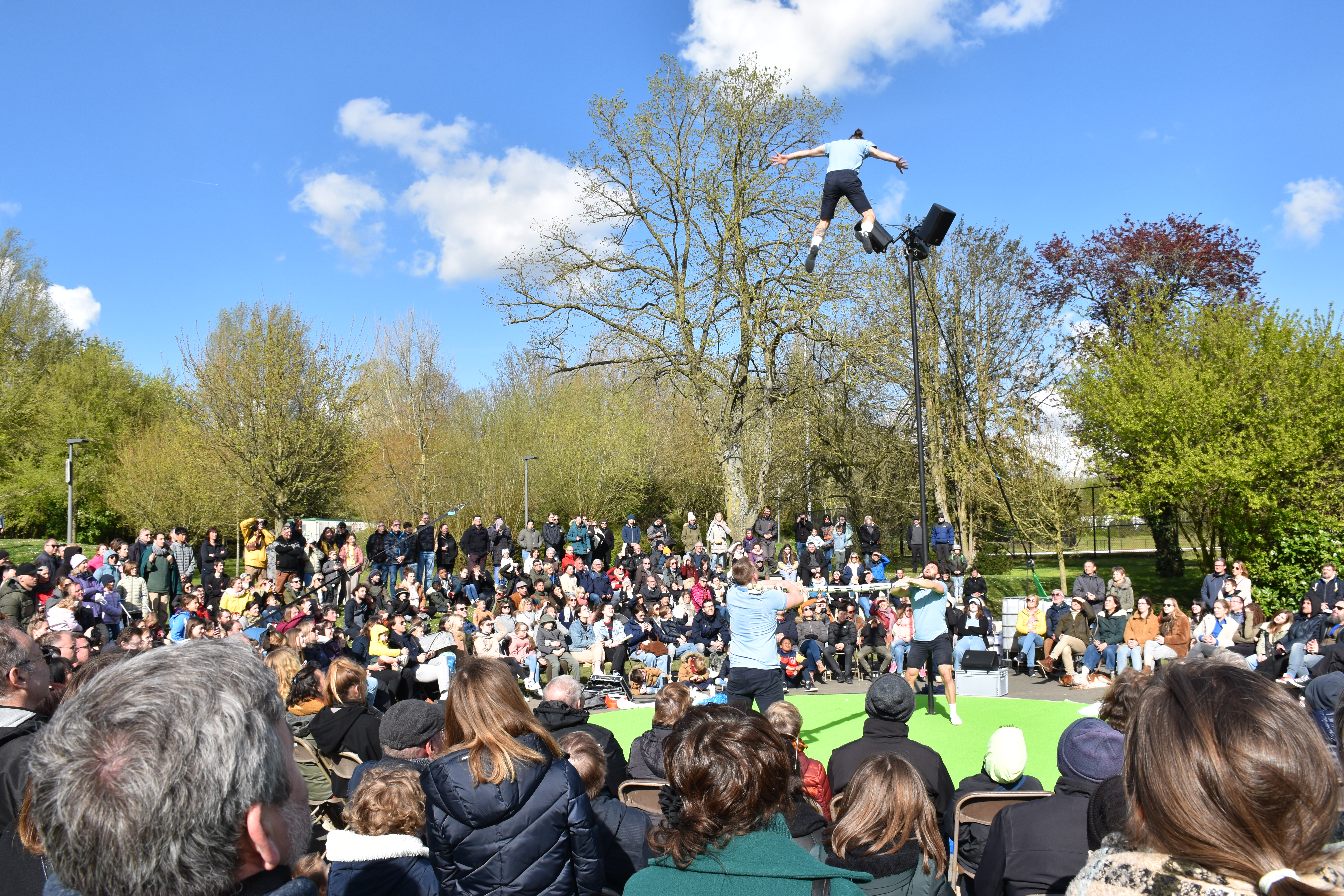
Gevleugelde stad 2022

De Gevleugelde Stad Ieper is een driedaags internationaal event in Ieper voor straattheater in brede zin. Op het programma staan zowel circus, theater, muziek, dans, acrobatie alsook installatiekunst en vuurkunstenaars.
De Gevleugelde Stad is een promotiefestival. Belgische en buitenlandse artiesten stellen er hun (nieuwe) show voor aan organisatoren en promotoren van straattheaterfestivals uit heel Europa. Het promotiefestival is gratis toegankelijk voor alle andere toeschouwers en brengt duizenden toeschouwers naar Ieper.

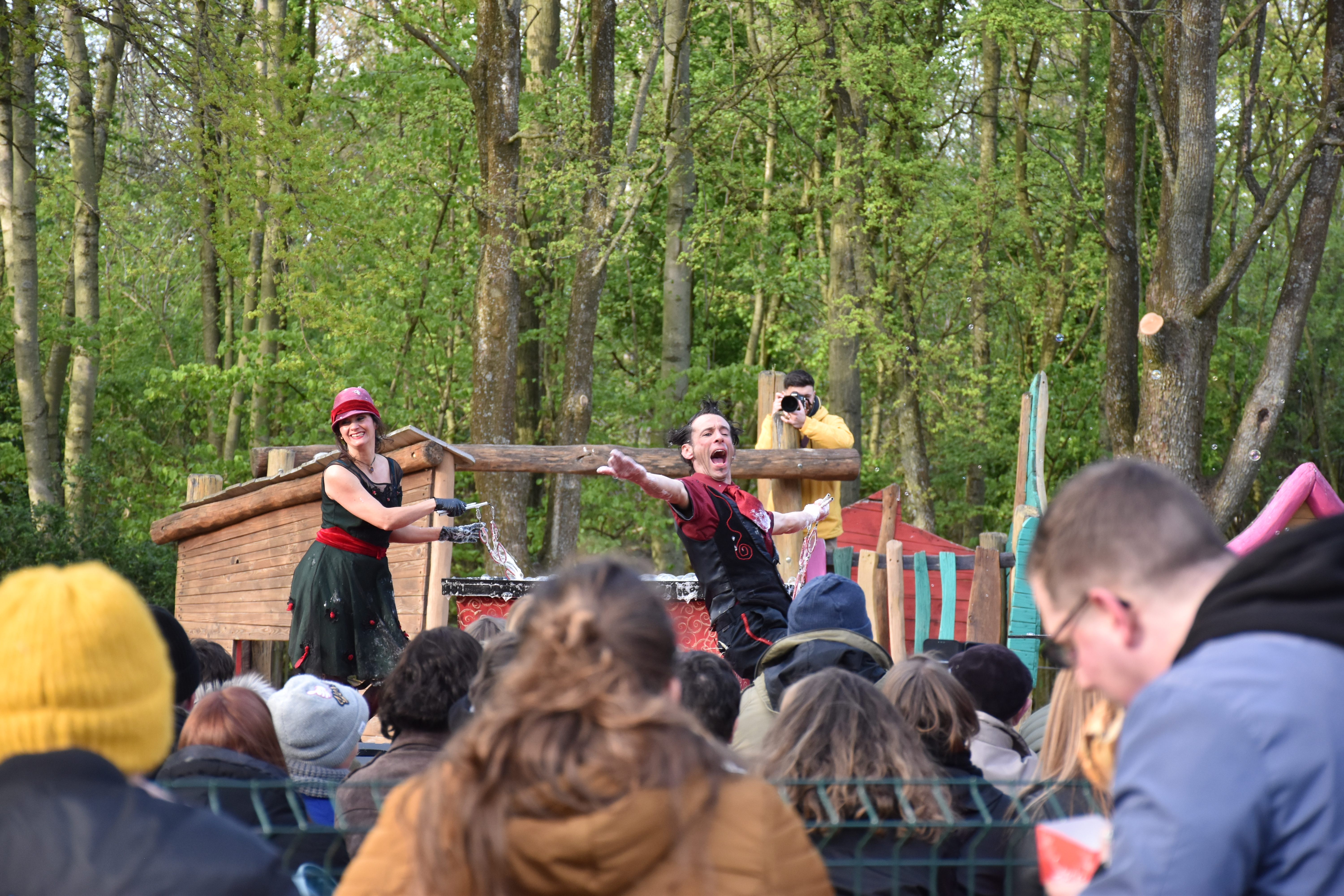
Sfeerbeeld Gevleugelde stad 2022

Aan het festival is ook een fotografietentoonstelling verbonden in het Cultuurcentrum Het Perron. De tentoonstelling toont een selectie van foto's genomen door (amateur-) fotografen tijdens het festival van het jaar voordien. Uit die fotoreeks wordt ook het campagnebeeld gekozen voor de komende editie. De opening van die tentoonstelling is tevens de officieuze lancering voor de promotieperiode voor het festival.
Aan het festival is ook een vakbeurs verbonden. Die beurs is een ontmoetingsplaats tussen artiesten en promotoren en is enkel voor hen toegankelijk.
In 2023 was het promotiefestival toe aan zijn 20ste editie.